# 抗ヒト胸腺細胞ウサギ免疫グロブリン
抗ヒト胸腺細胞ウサギ免疫グロブリン（こうヒトきょうせんさいぼうウサギめんえきグロブリン）とは、ウサギの抗ヒト胸腺細胞グロブリン（ATG）製剤である。再生不良性貧血の治療や臓器移植後の拒絶反応の抑制（ステロイド剤の効果が不充分な場合等）に用いられる。日本においてはサノフィ株式会社がサイモグロブリンとして販売を行っている。

## 効能・効果
- 再生不良性貧血（中等度以上）
- 造血幹細胞移植の 前治療 ／ 移植後の急性移植片対宿主病
- 臓器移植後の急性拒絶反応（腎移植、肝移植、心移植、肺移植、膵移植、小腸移植）

小児または成人に対する臓器移植後の拒絶反応治療への適応は、「医療上の必要性の高い未承認薬・適応外薬検討会議」にて要請され、2014年9月に承認された。

## 禁忌
- 本投与に先立って試験投与（0.1バイアルを1時間以上掛けて点滴静注投与）した際に、ショック状態等の過敏症が現れた患者
- 重症感染症（肺炎、敗血症等）のある患者
- 妊婦
- 弱毒生ワクチンを投与中の患者

### 原則禁忌
特に必要とする場合に限り慎重に投与する。
- ウサギ血清製剤の投与歴のある患者
- ウイルス感染症・細菌感染症・真菌感染症の患者（感染症の治療を優先する。）

### 慎重投与
- アレルギー素因・薬物過敏症の既往歴のある患者
- 肝障害・腎障害・心疾患のある患者

## 副作用
重大な副作用に、ショック、アナフィラキシー（0.4%）、重度の注入反応（サイトカイン放出症候群を含む）、感染症（肺炎、敗血症等）（11.2%）、発熱性好中球減少症、進行性多巣性白質脳症（PML）、BKウイルス腎症、間質性肺炎（2.1%）、血小板減少（31.0%）、白血球減少、出血傾向、重篤な肝障害（6.2%）、リンパ増殖性疾患（1.2%）がある。